# Smith Knob
Der Smith Knob ist ein teilweise schneebedeckter Berggipfel im westantarktischen Marie-Byrd-Land. Er ragt rund 2 km südsüdöstlich des Mendenhall Peak im östlichen Abschnitt der Thiel Mountains auf. 
Peter Bermel und Arthur B. Ford, die gemeinsam eine Expedition des United States Geological Survey von 1960 bis 1961 in die Thiel Mountains leiteten, benannten ihn nach dem US-amerikanischen Geologen George Otis Smith (1871–1944), vierter Direktor des Survey von 1907 bis 1930.